# شیگاتسه
شیگاتسه (به تبتی: གཞིས་ཀ་རྩེ་གྲོང་ཁྱེར།، نویسه‌گردانی «ویلی»: ggzhis ka rtse grong khyer، به پین‌یین تبتی: Xigazê Chongkyir، به چینی: 日喀则市، به پین‌یین: Rìkāzé Shì) یک شهر در سطح ولایت در جمهوری خلق چین است که در منطقه خودمختار تبت واقع شده‌است. شیگاتسه ۱۸۲٬۰۰۰ کیلومتر مربع مساحت و ۷۰۳٬۲۹۲ نفر جمعیت دارد.

## تقسیمات اداری
در ژوئن سال ۲۰۱۴، «ولایت شیگاتسه» به «شهر در سطح ولایت» ارتقاء یافت. در همین تاریخ، «شهر در سطح شهرستان» شیگاتسه که تابع این ولایت بود نیز منحل شده. اراضی آن، شامل منطقهٔ شهری اصلی شیگاتسه، منطقه سامژوبزه تاسیس شد.
«شهر در سطح ولایت» شیگاتسه به ۱ منطقه و ۱۷ شهرستان تقسیم شده است.
- منطقه سامژوبزه
- شهرستان بانام
- شهرستان تینگری
- شهرستان چومو
- شهرستان دینگگیه
- شهرستان رینبونگ
- شهرستان ژونگبا
- شهرستان ساگا
- شهرستان ساگیا
- شهرستان شایتونگموین
- شهرستان کامبا
- شهرستان کانگمار
- شهرستان گیانتسه
- شهرستان گییرونگ
- شهرستان لهاتسه
- شهرستان ناملینگ
- شهرستان نگامرینگ
- شهرستان نیالام